# سيمون إريكسون
سيمون إريكسون (بالسويدية: Simon Ericsson)‏ هو مجدف سويدي، ولد في 27 نوفمبر 1886 في Rackeby ‏ في السويد، وتوفي في 28 مايو 1966 في غوتنبرغ في السويد.

## وصلات خارجية
- سيمون إريكسون على موقع الاتحاد الدولي للتجديف (الإنجليزية)
- سيمون إريكسون على موقع اللجنة الأولمبية الدولية (الإنجليزية)
- سيمون إريكسون على موقع أوليمبيديا (الإنجليزية)
- سيمون إريكسون على موقع اللجنة الأولمبية السويدية (السويدية)